# Hell Station

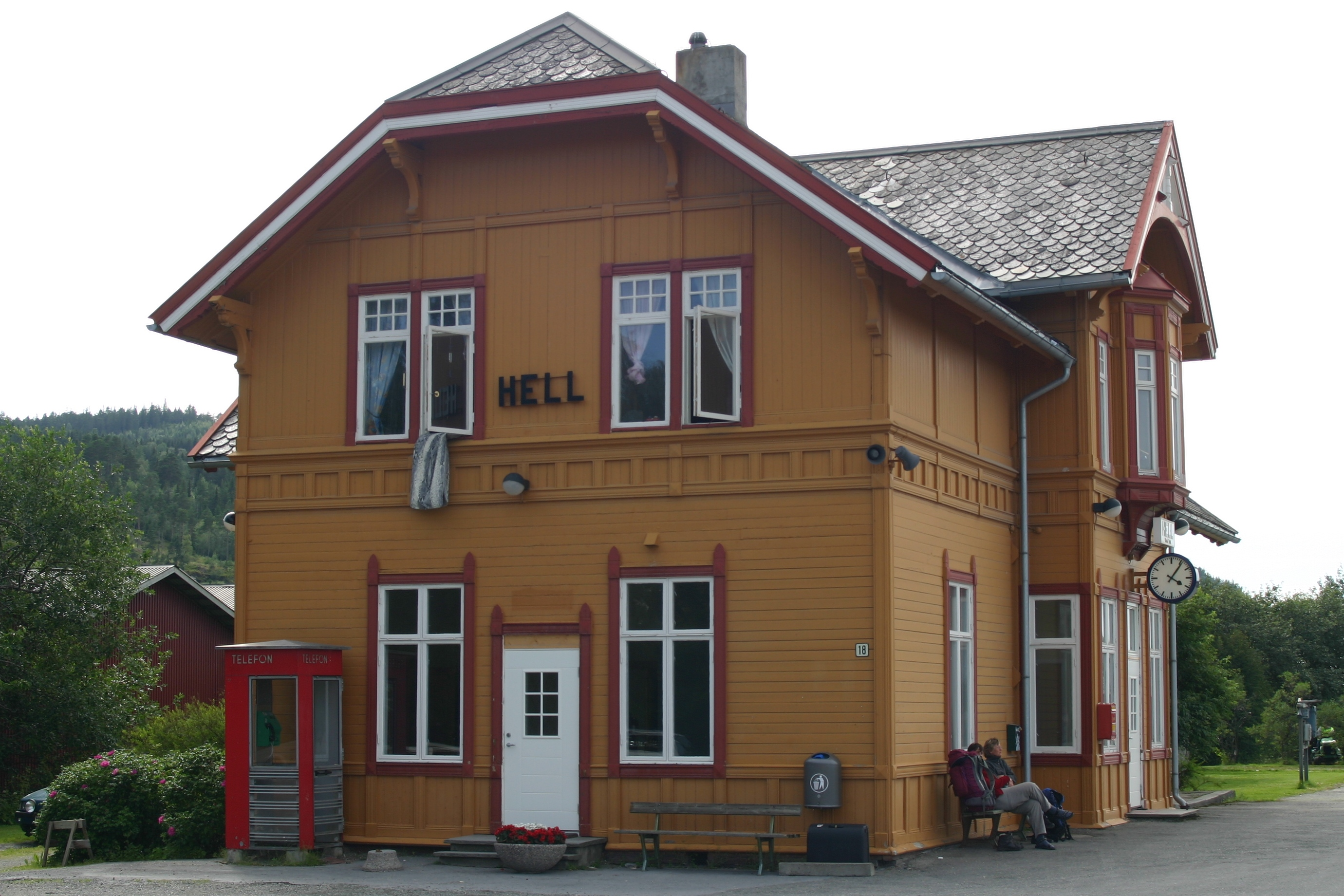
A estação em 2006.

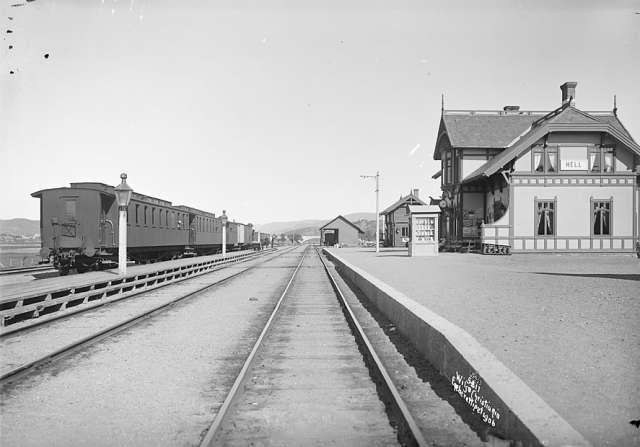
Trens a vapor em 1906.

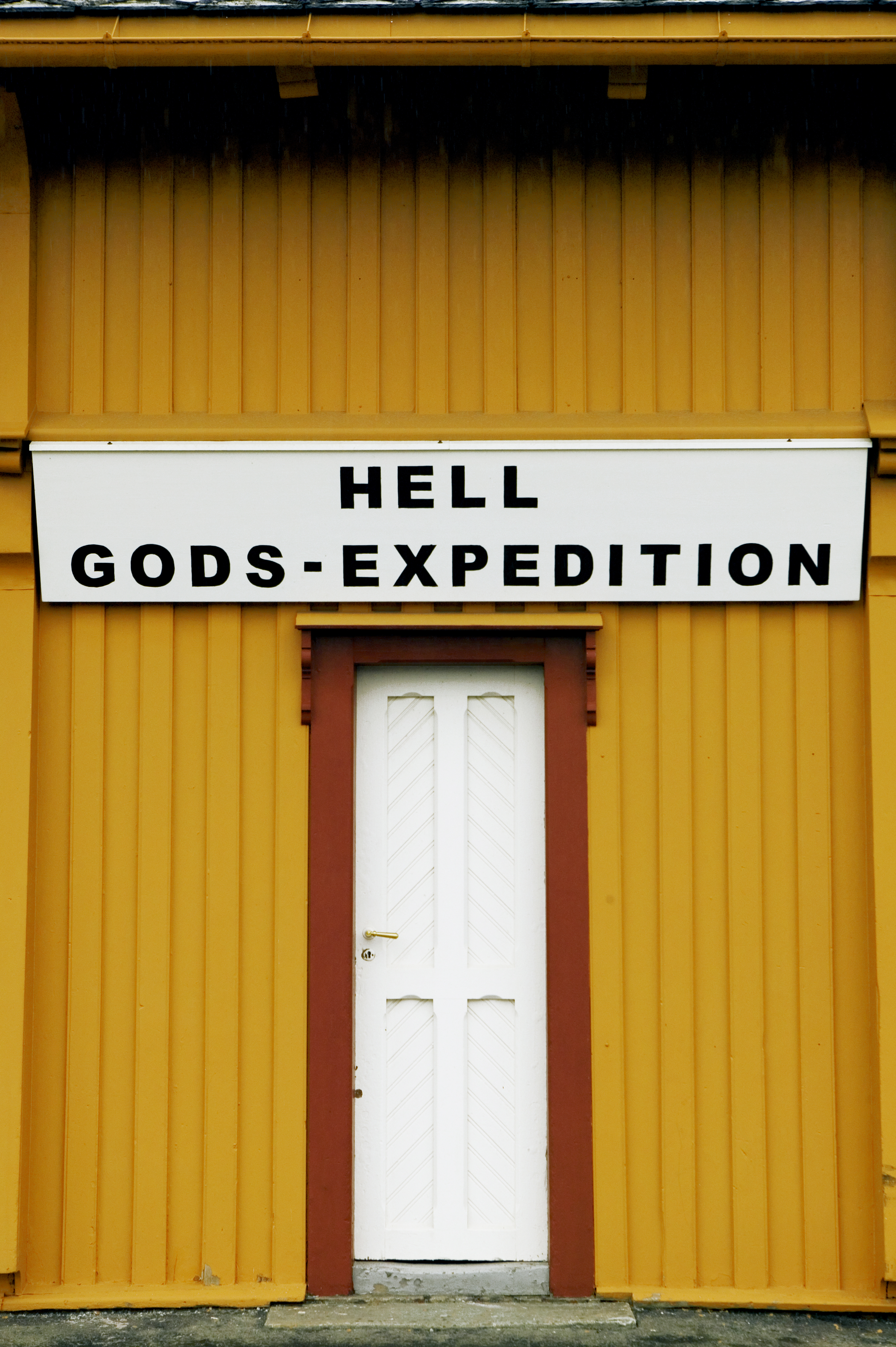
HELL GODS-EXPEDITION.

Estação Hell (em norueguês:  Hell stasjon) é uma estação ferroviária localizada na aldeia de Hell, no município de Stjørdal, no condado de Trøndelag ,Noruega . Ele está localizado na interseção da Linha Nordland com a Linha Meråker . Devido ao seu nome, Hell Station se tornou uma atração turística. Embora associado ao conceito religioso de Inferno pelos falantes do inglês, o nome Hell deriva-se, na língua nórdica antiga, de hellir , que significa caverna. O equivalente norueguês ao inferno inglês é hel ou, mais comumente, helvete (compare com o inglês antigo hellewīte ). 
O prédio de cargas da estação ainda tem a velha placa dizendo Hell Gods-Expedition . Em norueguês, Gods-Expedition (arcaico) ou godsekspedisjon (moderno) significa serviço de frete ou manuseio de carga .  Esta placa é uma oportunidade fotográfica popular para turistas estrangeiros que falam inglês. Principalmente nos meses de verão, não é incomum que estrangeiros, ao descobrirem a placa, desembarquem do trem para tirar uma foto. Contudo, o prédio não é mais usado para frete. Todas as cargas leves são tratadas por meio dos correios ou empresas concorrentes.
Planejado pelo arquiteto Paul Armin Due, o atual edifício da estação Hell Station foi inaugurado em 1902. Substituiu um edifício mais antigo de 1881, cujo arquiteto foi Peter Andreas Blix . O restaurante  foi adquirido por Norsk Spisevognselskap em 1 de outubro de 1922, mas voltou às operações privadas em 1934. 